# Synecdoche autumnalis
Synecdoche autumnalis är en insektsart som beskrevs av O'brien 1971. Synecdoche autumnalis ingår i släktet Synecdoche och familjen vedstritar. Inga underarter finns listade i Catalogue of Life.